# هاینتس هاسلبرگ
هاینتس هاسلبرگ (انگلیسی: Heinz Hasselberg; ۱۹ ژانویهٔ ۱۹۱۴ – ۳۰ مهٔ ۱۹۸۹) دوچرخه‌سوار اهل آلمان بود.